# Grand Prix Pino Cerami 2000
Il Grand Prix Pino Cerami 2000, trentacinquesima edizione della corsa, si svolse il 7 aprile su un percorso di 181 km. Fu vinto dal tedesco Jan Bratkowski della Team Coast davanti al belga Michel Vanhaecke e all'olandese Miquel van Kessel.

## Ordine d'arrivo (Top 10)
| Pos. | Corridore         | Squadra             | Tempo    |
| ---- | ----------------- | ------------------- | -------- |
| 1    | Jan Bratkowski    | Team Coast          | 4h12'00" |
| 2    | Michel Vanhaecke  | Tönissteiner-Landb. | s.t.     |
| 3    | Miquel van Kessel | Farm Frites         | s.t.     |
| 4    | Niko Eeckhout     | Palmans-Ideal       | s.t.     |
| 5    | Nicki Sörensen    | Team Fakta          | a 1"     |
| 6    | Michel Lafis      | Farm Frites         | a 2"     |
| 7    | Ludovic Capelle   | Ville de Charleroi  | a 8"     |
| 8    | Alexandre Usov    | Phonak              | s.t.     |
| 9    | Emanuele Negrini  | Cantina Tollo       | s.t.     |
| 10   | Sven Teutenberg   | Gerolsteiner        | s.t.     |